# Debi Diamond
Pour les articles homonymes, voir Diamond.
Debi Diamond, née le 1er mai 1965 dans la Vallée de San Fernando, est un mannequin de charme et une actrice de films pornographiques américaine.

## Biographie
Debi Diamond grandit dans la Vallée de San Fernando. Elle travaille comme assistante du producteur Robert Evans. Debi Diamond pose pour le photographe Helmut Newton mais sa carrière d'actrice stagnant, elle se tourne vers la pornographie.
Diamond débute dans la profession en 1983. Elle devient vite une légende par ses performances et ses tarifs professionnels.
Elle atteint le point culminant de sa carrière au début des années 90 lorsqu'elle travaille pratiquement sans interruption gagnant de nombreux prix. Elle entre aux AVN et XRCO Hall of Fame.
L'actrice réapparait sur Myspace en 2007 après une absence de douze ans loin des caméras. Lors d'un entretien avec le journaliste Gene Ross, elle dit s'être mariée, avoir divorcé et avoir eu trois enfants durant son absence. Elle annonce son retour au film pornographique, l'ouverture de son propre site web, qu'elle fera sa première apparition en public depuis son départ de l'industrie du film pornographique à l'occasion de l'AVN Adult Entertainment Expo de 2008 et qu'elle a signé un contrat avec PAW/Arrow.
Le site web de l'actrice de films pornographiques Lisa Ann, directrice de l'agence de mannequins qui représente Debi Diamond, annonce que cette dernière reprend son activité en 2009.
Aujourd'hui elle vit à Hawaï avec ses trois enfants.

## Filmographie sélective
- MILF Lesbians (2009)
- No Man's Land MILF Edition 3 (2009)
- Girls Only: Janine (2002)
- All Girl Pussy Lickers (2000)
- Temptress (1997)
- American Perverse 1 (1996)
- 1995 : Best of Buttslammers 1
- Violation of Alexandria Dane (1995)
- Violation of Kia (1995)
- Violation of Rachel Love (1995)
- No Man's Land 11 (1995)
- No Man's Land 8 (1993)
- All the President's Women (1994)
- Anal Persuasion (1994)
- 1994 : Buttslammers 7
- 1994 : Buttslammers 6
- 1994 : Buttslammers 5
- 1993 : Buttslammers 4
- 1993 : Buttslammers 3
- Between Her Thighs (1992)
- Cape Rear (1992)
- Diamond Collection Double X 70 (1992)
- The Eternal Idol (1992)
- Gangbang Girl 3 &  4 (1992)
- Squirt 'em Cowgirl (1990)
- Steamy Windows (1990)
- Stiff Magnolias (1990)
- Sunstroke Beach (1990)
- Tailgunners (1990)
- Uncut Diamond (1990)
- Vegas 2: Snake Eyes (1990)
- The Whole Diamond (1990)
- Gang bangs 2 (1989)

Une filmographie complète de l'actrice peut être consultée sur IAFD.

## Récompenses

### AVN Awards
AVN Hall of Fame
- 1995 : Best All-Girl Sex Scene - Film pour The Dinner Party[7] avec Celeste et Misty Rain ;
- 1995 : Best All-Girl Sex Scene - Video pour Buttslammers 4[7]
- 1995 : Most Outrageous Sex Scene pour Depraved Fantasies[7]
- 1995 : Best Group Sex Scene - Film pour Sex 1[7]
- 1994 : Performeuse de l'année (Female Performer of the Year)[8]
- 1990 : Best Group Sex Scene - Video pour Gang Bangs 2[7]
- 1990 : Best Couples Sex Scene - Video pour The Chameleon[7].

### F.O.X.E
- 1995 : Female Fan Favorite[9].

### Legends of Erotica
Hall of Fame.
XRCO Awards
- XRCO Hall of Fame[11]
- 1994 : Best Girl-Girl Sex Scene pour The Dinner Party[12];
- 1993 : Female Performer (Body of Work)[12];
- 1992 : Unsung Siren[11].